# Мавка: Лесная песня
«Мавка: Лесная песня» (укр. Мавка: Лісова пісня) — украинский мультфильм по мотивам драмы-феерии «Лесная песня» и образов народной мифологии. Премьера состоялась на Украине 2 марта 2023 года.

## Синопсис
В украинских лесах живут необычные мифические существа, которые охраняют свой невидимый человеческому глазу мир.
В мультипликационном фильме рассказывается о взаимоотношениях лесных духов и людей. Главная героиня из числа лесных жителей — добрая и наивная Мавка, которая просыпается весной, чтобы разбудить остальных духов. Музыкант Лукаш, чтобы спасти своего больного дядю Льва, по совету коварной Килины отправляется в таинственный и запретный лес, чтобы найти древо жизни. На самом деле Килина хочет использовать питательную силу дерева, чтобы обрести вечную молодость. Мавка восхищается музыкальным талантом Лукаша, и между ними возникают чувства.
Однако Килина и её планы по уничтожению леса мешают установлению добрых отношений между обитателями волшебного леса и людьми. Для достижения своих целей Килина настраивает жителей деревни против лесных духов. Между ними начинается страшная битва. Во время этой битвы Мавка, как Хранительница Леса, призывает Сидящего в Скале, чтобы он наделил её смертоносной огненной силой. Благодаря этой силе Мавка выгоняет жителей деревни из леса, но её сознание забирает Сидящий в Скале. Смертельная огненная буря обрушивается на деревню людей. Однако, благодаря музыке Лукаша и общей песне, сельчанам удается разбудить Мавку, остановить огненную бурю и спастись.

## Производство
В сентябре 2015 пресс-служба компании Film.UA Group заявила о начале производства полнометражного мультфильма по мотивам классического произведения — «Лесной песни». Первоначально предполагалось, что сценарий для ленты напишет известная российская сценарная группа «Сахар». Однако конечный выбор всё же пал на Ярослава Войцешека. В декабре 2016 года мультфильм «Мавка. Лесная песня» стал победителем 9-го конкурсного отбора Госкино. Проект отметили одним из самых высоких баллов (41,67) среди 88 проектов-финалистов. Было заключено соглашение со студией Анимаград о предоставлении частичного государственного финансирования на сумму 24,5 миллионов гривен, что составляет около 30 % от общего бюджета мультфильма. В марте 2017 продюсеры FILM.UA Group и Animagrad успешно провели первый международный питчинг проекта «Мавка: Лесная песня» на самом анимационном форуме Европы Cartoon Movie, на котором Украина была представлена впервые. В традиционном для форума анкетировании многие из участников назвали питч «Нимфы» лучшим из 50 проектов. Продюсеры получили обратную связь от крупных игроков анимационного рынка, среди которых The Walt Disney Company (Germany, Switzerland & Austria), Annecy International Animated Film Festival, CANAL +, TF1 International, Super RTL и многие другие компании.

## Кассовые сборы
За первую неделю показов фильм собрал 24,9 млн гривен, что стало рекордом кассовых сборов среди отечественных релизов. После второй недели показов собрание выросло до 60 млн гривен, количество зрителей составило 466 258 человек. После третьей недели показов собрание выросло до 82 млн гривен, что сделало его самым кассовым украинским фильмом. После четвёртой недели фильм собрал 98,6 млн гривен, а общее количество зрителей составило 779 798 человек. После пятой недели кассовые сборы превысили 100 млн гривен и было продано более 900 тыс. билетов. После шестого уик-энда в кино «Мавку» посмотрело 1 011 735 зрителей, а бокс-офис во внутреннем прокате суммарно составил 127 531 211 гривен. Мультфильм стал самым успешным анимационным релизом в украинском кинопрокате за все времена, обогнав хиты от знаменитых американских студий Disney, Pixar, Illumination Entertainment и др.
Кроме того, был запущен широкий международный прокат, права на распространение которого приобрели более 80 стран. На больших экранах ленту увидели в 148 странах мира, она была дублирована на 32 языка.